# مونيا أسود الصدر
مونيا أسود الصدر (الاسم العلمي: Lonchura teerinki) (بالإنجليزية: Black-breasted Munia)‏ هي نوع من الطيور تتبع جنس المونيا من فصيلة شمعية المنقار.